# Zerai Deres
Zerai Deres (en alphasyllabaire guèze : ዘርኣይ ደረስ), né le 1er mars 1915 en Serae (en) et mort le 6 juillet 1945 à Barcellona Pozzo di Gotto, est un traducteur et patriote érythréen.
En 1938, il se livre à un acte de dévotion publique envers un symbole important de son pays natal, le monument du Lion de Judah, que les Italiens avait dérobé deux ans auparavant à Addis-Abeba lors de la seconde guerre italo-éthiopienne. La statue était alors conservée à Rome au pied l'obélisque du monument de Dogali, situé alors viale Einaudi, dans un petit square situé face au musée national romain. Il proteste contre le colonialisme italien en brandissant un cimeterre, puis blessant plusieurs personnes. Cela conduit à son arrestation et à son internement dans un hôpital psychiatrique en Sicile pendant sept ans, jusqu'à sa mort.
Néanmoins, les historiens italiens contemporains doutent de son instabilité mentale et la protestation de Zerai, à la fin de la Seconde Guerre mondiale, est considérée par l'historiographie érythréenne et éthiopienne comme faisant partie du mouvement contre l'occupation italienne.
Zerai est considéré comme un héros populaire de l'anticolonialisme et de l'antifascisme en Érythrée et en Éthiopie.

## Biographie

### Enfance et éducation

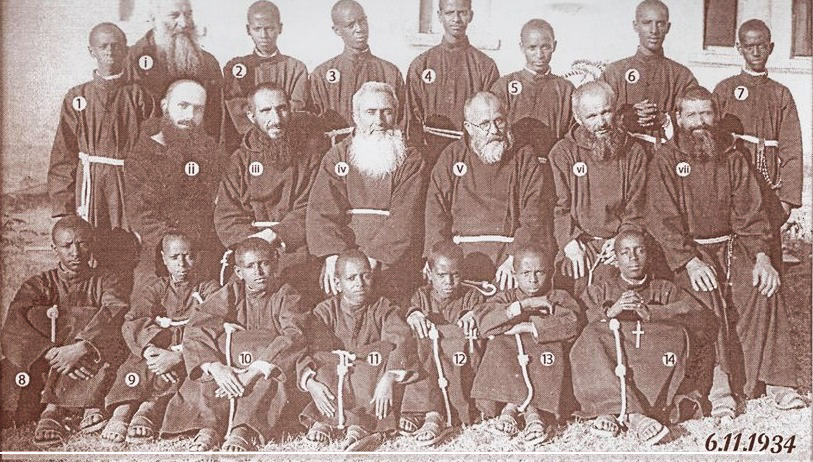
Les premiers jeunes séminaristes capucins érythréens avec leurs professeurs à Segeneiti le 6 novembre 1934. Pendant le séminaire, Zerai Deres (quatrième en partant de la gauche en haut, avec le numéro 3) a pris le nom de Francesco da Adiyeheys.

Zerai Deres naît dans le kebele d'Adihiyis, dans la province de Serae, en Érythrée italienne, en 1915 (ou 1908, selon le calendrier éthiopien). À l'âge de deux ans, son père meurt et la famille déménage à Hazega, le village d'origine de sa mère
Zerai est membre de l'ethnie tigrinya. Il se convertit au catholicisme et fréquente les écoles coloniales italiennes, dont le séminaire des frères capucins de Segeneiti, ce qui lui permet de parler couramment la langue italienne. Abandonnant ses études au séminaire, Zerai devient interprète.
Le 6 octobre 1936, Zerai Deres envoie une lettre au rédacteur en chef du journal italien Corriere Eritreo qui a écrit un éditorial dans lequel il demande l'abolition de toute forme de promiscuité avec les "indigènes". Se signant Un indigeno (italien pour "un indigène"), Zerai écrit:

« Les indigènes, dont la présence vous inspire tant de dégoût, sont souvent fiers d'être des sujets italiens. En Libye, en Somalie et dans la récente guerre contre leur patrie, dans les luttes étrangères, ils vous ont protégés de leur corps et ont parfois payé de leur vie. Je peux vous assurer qu'il n'est pas exagéré de dire que les indigènes vous ont fourni les moyens de vaincre. L'interprétation erronée de tant de mérites et d'actes d'héroïsme accomplis pour l'Italie ne peut être que l'indice d'un gouvernement essentiellement étranger et impérial. »

Avant son départ pour l'Italie, Zerai se marie en avril 1937.

### Arrivée à Rome

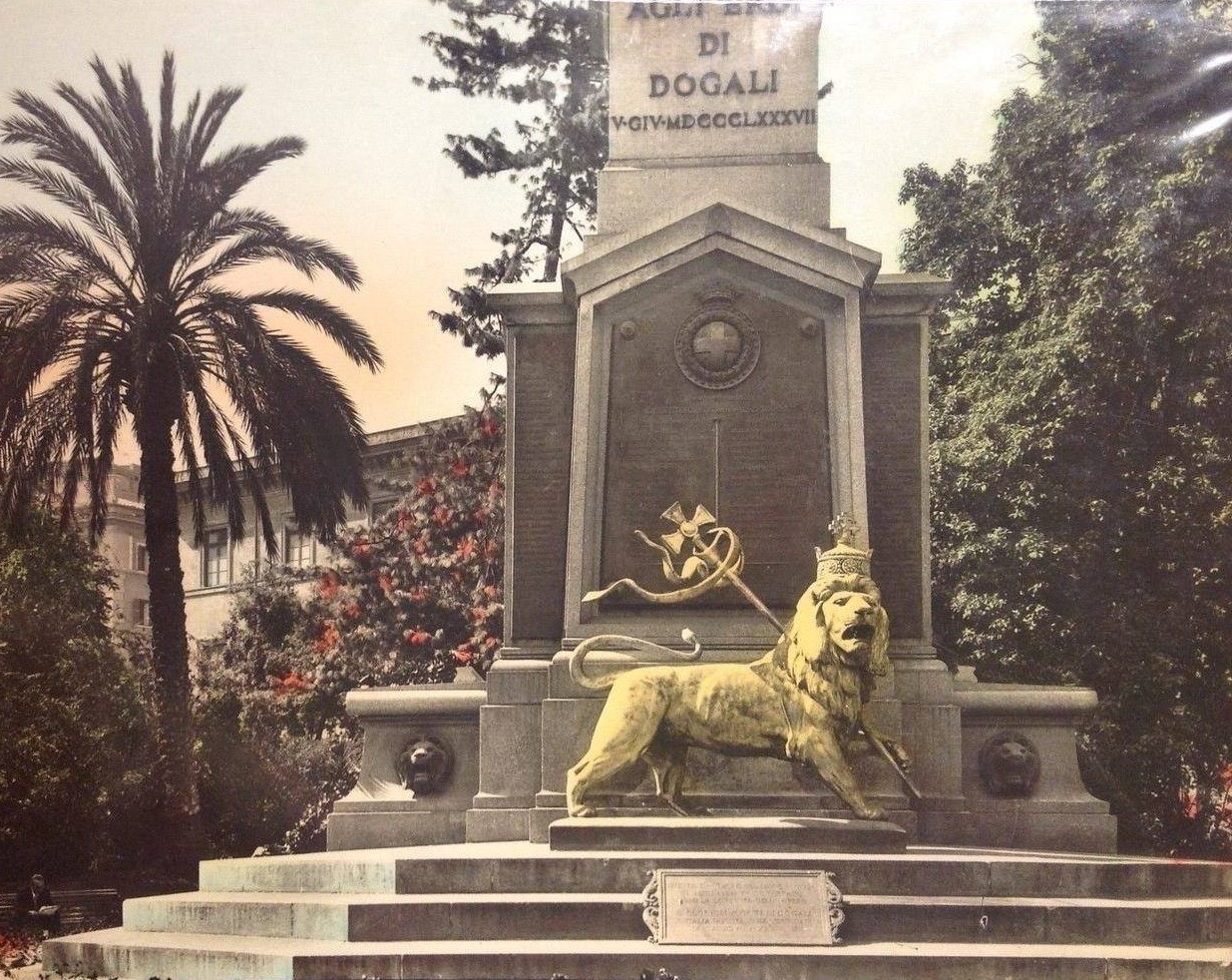
Monument au Lion de Juda au mémorial de Rome aux morts de la bataille de Dogali, avant son rapatriement

Le 19 février 1937, deux Érythréens ont tenté d'assassiner Rodolfo Graziani, vice-roi de l'Afrique orientale italienne et gouverneur général du Shewa pendant l'occupation italienne de l'Éthiopie. En retour, avec la permission du secrétaire fédéral Guido Cortese, de nombreux civils italiens, des membres de l'armée et des forces paramilitaires connues sous le nom de Chemises noires ont mené des représailles sanglantes pendant trois jours à Addis-Abeba. Connu en Éthiopie sous le nom de massacre de Yekatit 12, il a entraîné la mort de milliers de personnes et l'arrestation de nombreux nobles aristocrates amhara, dont environ 400 ont ensuite été déportés à Rome, Longobucco, Mercogliano, Ponza, Tivoli et Asinara, en Italie.
Pour gérer la déportation, le ministère italien des Colonies engage de nombreuses personnes, dont Zerai Deres comme traducteur pour les nobles éthiopiens déportés en Italie. À l'âge de 23 ans, Zerai arrive à Rome à l'été 1937, peu après l'arrivée des premiers déportés éthiopiens. Durant son séjour dans la capitale italienne, Zerai suit de près les événements de la guerre coloniale avec un sentiment croissant de colère et d'impuissance face aux nouvelles en provenance d'Éthiopie, et traduit pour le Ras abyssin les nouvelles rapportées par la presse italienne.

### L'incident au monument du Lion de Juda

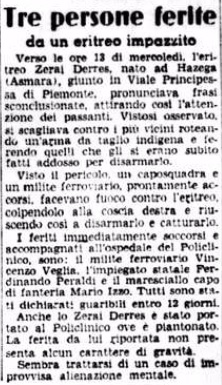
La nouvelle de l'incident au Mémorial de Dogali publiée par Il Messaggero

Le 15 juin 1938, peu avant son retour prévu dans son pays, Zerai se rendit sur le boulevard de la Princesse de Piémont (aujourd'hui boulevard Luigi Einaudi) à l'heure du déjeuner et s'agenouilla au pied du monument du Lion de Judah, symbole de la monarchie éthiopienne. La sculpture avait été apportée à Rome comme butin de guerre par le régime fasciste italien en 1935, placée sous le monument aux morts de la bataille de Dogali, et inaugurée le 8 mai 1937, à la veille des célébrations du premier anniversaire de la proclamation de l'Empire italien.
Alors qu'une petite foule s'est rassemblée autour de Zerai, un officier militaire italien tente d'interrompre ses dévotions. Zerai sort un cimeterre, frappe l'officier et hurle des imprécations contre l'Italie et le Duce, tout en faisant l'éloge du Negus (monarque éthiopien). Au cours de l'affrontement, Zerai blesse l'employé des chemins de fer italiens Vincenzo Veglia, l'employé de l'État Ferdinando Peraldi et le maréchal en chef de l'infanterie Mario Izzo, qui font état de blessures très légères qui guérissent en 12 jours. Selon d'autres sources, des passants, dont un garçon boucher qui lance sa bicyclette sur l'Érythréen, sont également blessés.
Finalement, deux soldats ont mis fin à l'attaque en tirant quatre fois sur Zerai, qui a été blessé à la cuisse.

### Les réactions à l'incident
Pour des raisons politiques, le dictateur italien Benito Mussolini envisageait de rapatrier en Éthiopie les aristocrates abyssins qui n'étaient pas les bienvenus à Rome (en juillet 1939, il ne restait plus qu'un seul des quatre-vingt-dix détenus à Rome). Ce plan s'est soudainement accéléré lorsque, le 15 juin 1938, Mussolini a été informé que Zerai, qui travaillait comme interprète pour le Ras confiné à Rome, avait crié des imprécations contre l'Italie et fait l'éloge d'Hailé Sélassié devant le monument aux morts de Dogali. Informé que des personnes avaient été grièvement blessées en tentant de faire taire Zerai, Mussolini se mit en colère et ordonna le rapatriement total de tous les nobles éthiopiens.
Cependant, l'effort de rapatriement est ralenti par la nécessité d'évaluer chaque cas individuellement, car certains dignitaires éthiopiens (dont Ras Seyoum Mengesha, Ras Kebede Mengesha, Ras Moulougéta Yeggazou et Degiac Asrate Mulughietà) sont soupçonnés d'avoir inspiré la protestation de Zerai, et il est préférable de les exiler en Libye ou dans le Dodécanèse.

### Internement et mort
L'épisode a été considéré par les autorités italiennes comme un acte de maladie mentale. Zerai est arrêté, hospitalisé à la policlinique Umberto I, puis emmené à Barcellona Pozzo di Gotto (province de Messine, Sicile) à l'asile pénal "Vittorio Madia".
Pendant son internement, Zerai tente à plusieurs reprises de prouver qu'il est sain d'esprit, mais il ne parvient pas à convaincre les médecins italiens. Il écrit également des lettres à sa famille: le 3 décembre 1938, Zerai déclare être en bonne santé et demande à son frère Tesfazien Deres de rejeter le titre honorifique que Tesfazien a reçu du gouvernement italien. Il écrit: "Je vais bien. J'ai toujours été et je suis encore en pleine possession de mes facultés mentales. Je ne suis à l'asile qu'en raison de la politique du gouvernement". Selon l'historien italien Alessandro Triulzi, "les quelques lettres qu'il a laissées témoignent de sa lucidité".
Après sept ans à l'asile Pozzo di Gotto de Barcellona, Zerai meurt à l'âge de 30 ans, le 6 juillet 1945.

### Rapatriement des dépouilles mortelles
Tesfazien Deres, frère de Zerai et fondateur du Parti indépendant érythréen, pensant que Zerai est toujours en vie dans une prison italienne, écrit une lettre personnelle à l'empereur éthiopien Hailé Sélassié pour lui demander de fournir un avion pour l'Italie afin de ramener son frère à la maison. Tesfazien approche également le ministre des Affaires étrangères Ambaye Wolde Mariam pour présenter l'affaire au palais impérial, d'abord sans succès.
Finalement, Tesfazien parvient à joindre Zerai en Sicile en juillet 1939, mais il ne peut rien faire pour libérer son frère de l'asile.
Après la mort de Zerai en 1945, Tesfazien réussit, au terme d'une longue lutte, à rapatrier la dépouille de son frère en Érythrée. Zerai est enterré dans l'église Sainte-Marie de Hazega, devant laquelle se dresse un monument représentant le patriote en compagnie de deux lions.

## Mythologisation

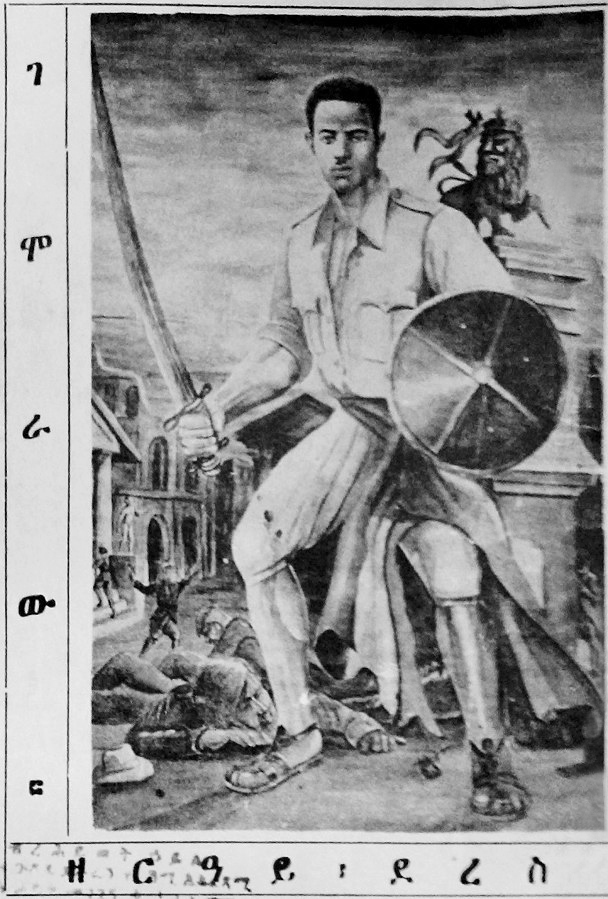
L'histoire de Zerai Deres a été mythifiée dans l'après-guerre, faisant de lui un héros populaire national

À la fin de la Seconde Guerre mondiale, l'histoire de Zerai Deres est réécrite, dramatisée et chantée en Éthiopie pour célébrer sa résistance anticoloniale, notamment par les panéthiopiens opposés à la séparation de l'Érythrée et de l'Éthiopie. Zerai devient également un héros du mouvement antifasciste.
En raison de la prédominance de la tradition orale, de nombreux détails, même contradictoires, sont venus enrichir le personnage, jusqu'à ce qu'il devienne un héros populaire national tant en Éthiopie qu'en Érythrée, un statut qu'il conserve à ce jour. Parmi les diverses reconstitutions, il en est une qui situe l'histoire lors d'un événement célébrant le deuxième anniversaire de l'annonce de l'empire italien (bien que la proclamation de l'empire italien faisant de l'Éthiopie une partie de l'Afrique orientale italienne ait été célébrée annuellement un mois plus tôt, le 9 mai). Le jeune Erythréen aurait été choisi pour participer au défilé militaire et porter une épée de cérémonie qui aurait salué le roi italien Vittorio Emanuele III, Adolf Hitler et Benito Mussolini (bien que, comme le montrent les sources historiques, aucun des trois n'était à Rome à cette époque, et dans chaque cas il n'y a pas eu de défilé le 15 juin dans la capitale). En arrivant sur la Piazza dei Cinquecento et en reconnaissant la sculpture dorée du Lion de Judah à laquelle ses ancêtres avaient prêté serment, Zerai aurait été frappé par un soudain amok ou élan de patriotisme anticolonial, décidant de s'arrêter sur les marches, de s'agenouiller et de prier en direction de la statue-symbole; ou bien, avec un soudain sentiment de colère, il aurait frappé d'un coup d'épée le premier Italien qui aurait croisé son chemin.
Selon d'autres sources, Zerai a tué au moins cinq personnes et en a blessé d'autres, en criant des mots tels que "Le Lion de Judah est vengé!" avant d'être arrêté ou tué par les fascistes sur place dans une grêle de coups de feu.

### Dans la culture populaire
Dans les années 1950, plusieurs pièces de théâtre historiques ont été écrites en Éthiopie sur l'invasion italienne. Parmi ces œuvres, Ateneh Alemu a écrit une pièce sur Zerai Deres en 1956-1957.
Dans les années 1970, l'histoire du patriote érythréen est réécrite par le comédien éthiopien Yilma Manaye dans sa pièce Zeraye Derese, interprétée par Wegayehu Nigatu (1944-1990), un acteur populaire du Théâtre national éthiopien d'Addis-Abeba à l'époque. Lors de la représentation de la pièce en Érythrée à l'Opéra d'Asmara, l'interprétation de Zerai par Wegayehu Nigatu a été accueillie avec succès par le public et sa prestation a été si convaincante que Tesfazien Deres a souhaité accueillir l'acteur pendant deux semaines afin d'avoir l'occasion de converser avec lui comme avec son frère décédé.
Le poète lauréat éthiopien Tsegaye Gabre-Medhin a écrit une pièce historique sur Zerai dans les années 1980. Dans les arts visuels, le patriote a fait l'objet de sculptures, dont celle de Tadesse Mamecha réalisée en 1971. Le Zerai Deres Band est un groupe populaire de jazz et de musique folklorique érythréenne depuis les années 1970.

## Mémorial

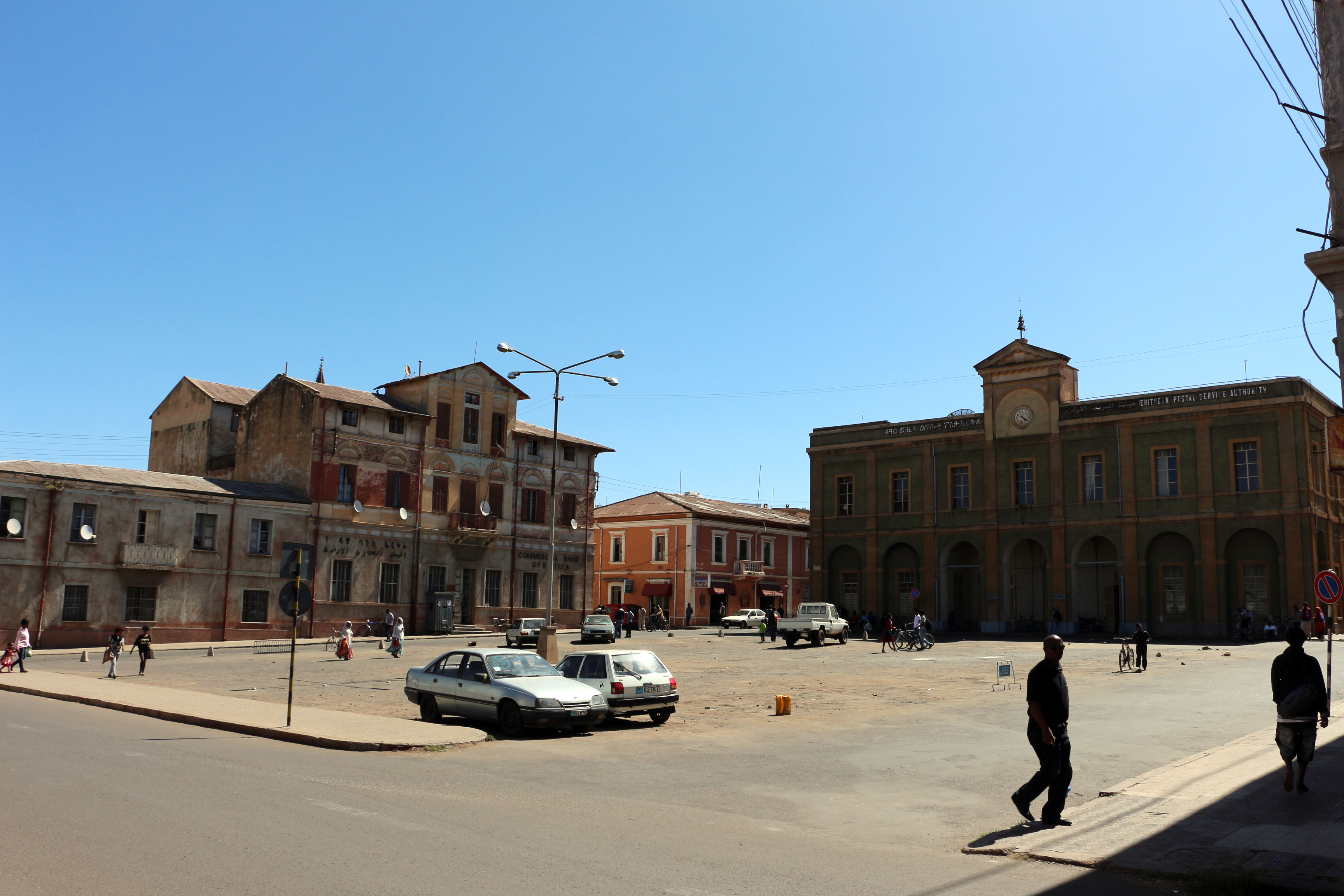
Place Zerai Deres à Asmara, Érythrée

En 1966, lorsque la sculpture du Lion de Juda a été restituée à l'Éthiopie, l'empereur Hailé Sélassié a rappelé le geste patriotique de Zerai lors de la cérémonie de reconduction qui s'est tenue à Addis-Abeba. Après la révolution éthiopienne de 1974, le régime du Derg a envisagé d'enlever la statue en tant que symbole monarchique. Cependant, des membres éminents de l'association des vétérans de la guerre font pression pour que la statue soit conservée en tant que symbole du sacrifice de Zerai Deres au nom de l'antifascisme. Le Derg a accédé à cette demande pour sauver la statue, qui se trouve aujourd'hui sur la place de la gare d'Addis-Abeba.
Le premier navire militaire de la marine éthiopienne, un ancien chasseur de sous-marins de classe PC-1604 de la marine américaine offert par l'armée américaine en 1956, est baptisé Zerai Deres. Une frégate soviétique de classe Petya est également dédiée au patriote érythréen; elle est lancée en 1968 et coule en février 1991 près de l'île de Nocra.
La place où se trouvent la poste centrale d'Asmara et la Banque nationale d'Érythrée (ancien palais de la Banque nationale d'Italie) s'appelait Piazza Roma (place de Rome), mais après l'indépendance, elle a été dédiée à la mémoire de Zerai Deres. Un certain nombre de routes, écoles, hôtels et restaurants sont également nommés en l'honneur de Zerai Deres.
En 2016, à l'occasion du 75e anniversaire de la libération d'Addis-Abeba de la domination italienne, un groupe de six timbres représentant des héros nationaux, dont Zerai, a été émis par le service postal éthiopien.